# Amblypalpus masakii
Amblypalpus masakii är en spindeldjursart som först beskrevs av Ehara och Edward A. Ueckermann 2003.  Amblypalpus masakii ingår i släktet Amblypalpus och familjen Tenuipalpidae. Inga underarter finns listade i Catalogue of Life.